# 20/20 (musikalbum)
20/20, album som gavs ut 27 januari 1969 av The Beach Boys. Albumet var gruppens sjuttonde LP. Albumets olika producenter anges inom parentes efter respektive låt enligt följande: BW=Brian Wilson, CW=Carl Wilson, DW=Dennis Wilson, AJ=Alan Jardine, BJ=Bruce Johnston.
Titeln anspelar på att det var gruppens tjugonde LP (på mindre än 7 år) om man räknar in tre stycken samlingsskivor. Det var också det sista albumet som The Beach Boys gav ut under 1960-talet och det sista på skivbolaget Capitol (för denna kontraktsperiod). 
Albumet nådde Billboard-listans 68:e plats.
På englandslistan nådde albumet 3:e plats.

## Låtlista
Singelplacering i Billboard inom parentes. Placering i England=UK 
1. Do It Again (Brian Wilson/Mike Love) (#20) (BW, CW)
2. I Can Hear Music (Barry/Ellie Greenwich/Phil Spector) (#24, UK #10) (CW)
3. Bluebirds Over The Mountain (Ersel Hickey) (#61, UK #33) (BJ, CW)
4. Be With Me (Dennis Wilson) (DW)
5. All I Want To Do (Dennis Wilson) (DW)
6. The Nearest Faraway Place (Bruce Johnston) (BJ)
7. Cotton Fields (The Cotton Song) (Huddie Ledbetter) (UK #5) (BW, AJ)
8. I Went To Sleep (Brian Wilson/Carl Wilson) (BW)
9. Time To Get Alone (Brian Wilson) (CW)
10. Never Learn Not To Love (Dennis Wilson) (DW, CW)
11. Our Prayer (Brian Wilson) (BW)
12. Cabinessence (Brian Wilson/Van Dyke Parks) (BW)

Fotnot: Vissa källor anger Charles Manson som kompositör till spår 10.
När skivbolaget Capitol återutgav Beach Boys-katalogen 1990 parades albumet 20/20 ihop med albumet Friends på en cd. Dessutom fanns nedanstående fem bonusspår på skivan:
1. Break Away (Brian Wilson/Murry Wilson) (#63, UK #6)
2. Celebrate the News (Dennis Wilson/Gregg Jakobsen)
3. We're Together Again (Brian Wilson/R. Wilson)
4. Walk On By (Burt Bacharach/Hal David)
5. Old Folks at Home (Stephen Foster)